# 1932 год в спорте
Список 1932 год в спорте описывает спортивные события, произошедшие в 1932 году.

## СССР

### Футбол
Созданы клубы:
- «Звезда» (Пермь);
- «Магнитогорск»;
- «Ока» (Ступино);
- «Торпедо-Виктория»;

## Международные события
- Чемпионат Европы по фигурному катанию 1932;
- Чемпионат Европы по хоккею с шайбой 1932;
- Чемпионат мира по снукеру 1932;
- Чемпионат мира по фигурному катанию 1932;

### Зимние Олимпийские игры 1932
- Лыжные гонки;
- Прыжки с трамплина;
- Фигурное катание;
- Хоккей с шайбой;

### Летние Олимпийские игры 1932
- Академическая гребля;
- Американский футбол;
- Бокс;
- Борьба;
- Велоспорт;
- Водное поло;
- Конный спорт;
- Лакросс;
- Лёгкая атлетика;
- Парусный спорт;
- Плавание;
- Прыжки в воду;
- Современное пятиборье;
- Спортивная гимнастика;
- Стрельба;
- Тяжёлая атлетика;
- Фехтование;
- Хоккей на траве;

### Шахматы
- Матч Флор — Ботвинник;
- Лондон 1932 (шахматный турнир);
- Пасадена 1932;